# 聯合報系
- 關於每日以繁體中文發行的臺灣報紙，請見「聯合報」。
- 關於聯合報系的綜合性中文晚報，請見「聯合晚報」。
- 關於新加坡報業控股出版的華文綜合性日報，請見「聯合早報」。
- 關於馬來西亞的中文報紙，請見「聯合日報」。

聯合報系（英語譯名：United Daily News Group）（通稱UDNG、聯合報系媒體集團、聯合媒體集團）是臺灣一個中文報業集團，以1951年9月16日創刊的《聯合報》為核心事業發展而成，由《民族報》負責人王惕吾、《經濟時報》負責人范鶴言、《全民日報》負責人林頂立等人共同創辦，目前共發行五份報紙，並擁有多家關係事業。聯合報系是王惕吾家族的家族企業。

## 歷史

### 時間軸
1952年9月16日，由王惕吾、范鶴言、林頂立等人，於台北市西寧南路創辦《民族報、全民日報、經濟時報聯合版》（為聯合報的前身）。
第二份報紙《經濟日報》在1967年4月20日創刊。
1970年代，聯合報系事業體進一步擴張，《民生報》、《中國經濟通訊社》、《聯經出版》、《中國論壇半月刊》（1975年10月10日）、天利運輸（1977年）、雷射彩色製版公司（1979年3月）。
1985年9月15日，員工休假中心新竹南園落成。
2005年5月20日，公平會通過「聯合報股份有限公司」、「經濟日報股份有限公司」、「民生報股份有限公司」、「聯合晚報股份有限公司」、「星報股份有限公司」五報合併存續成「聯合報股份有限公司」。
2011年9月16日，《聯合報》六十周年社慶成立願景工作室。
2013年8月1日，聯合報系向數位匯流發展，並成立UDN TV。
2021年9月16日，聯合報創刊成立屆滿70週年社慶。

### 聯合報系董事長
| 屆 | 姓名   | 任期           |
| -- | ------ | -------------- |
| 1  | 王惕吾 | 1972年－1993年 |
| 2  | 王必成 | 1993年－2011年 |
| 3  | 王文杉 | 2011年至今     |

### 獎項
主條目：聯合報文學大獎

#### 已停頒獎項
主條目：聯合報文學獎

## 集團成員

### 報紙
- 《聯合報》
- 《經濟日報》
- 《好讀周報》：針對中學生發行的報紙，於2009年4月27日創刊，每周一出刊，曾獲三次世界報業協會的世界年輕讀者獎，包括2011年「編輯類特別獎」[4]、2014年「數位優先銀獎」[5]以及2015年「讀報教育特別獎」[6]。
- 《北美世界日報》
- 《泰國世界日報》

### 雜誌
- 《聯合文學》：1984年創立之文學月刊。在1987至2013年之間由聯合文學出版社發行，後來轉移至聯經出版。

### 網路
聯合線上、聯合新聞網、經濟日報網、世界新聞網、聯合知識庫、UDN TV、UDN買東西、噓！星聞、聯合報數位版、遊戲角落

### 其他
聯經出版、聯合文學、中國經濟通訊社、大台中國際會展中心、聯合互動、聯經數位、詮識數位、寶瓶文化、上海書店、有行旅、聯合報寫作教室、聯合數位教育、聯合數位文創、聯合報民調中心、民聲文化、有故事、鼎世股份有限公司、鼎合股份有限公司

### 已停刊
《民生報》、《Upaper》、《香港聯合報》、《聯合月刊》、《歷史月刊》、《星報》、《可樂新聞》、《歐洲日報》、《加拿大世界日報》、《印尼世界日報》、《民生兒童天地週刊》、《中國論壇半月刊》、《聯合晚報》

## 集團建築

### 總部
聯合報系在臺北東區擁有多處物業，多分布於臺北捷運市政府站、信義計畫區附近，市政府站1號出口的地標曾標示為「聯合報」。
2008年6月14日，臺北縣汐止市（今新北市汐止區）大同路一段，原聯合報系汐止保養廠改建成聯合報系新總部，2009年10月15日完工。
2009年12月12日，聯合報系總部從臺北市信義區忠孝東路四段555號搬遷至新北市汐止區大同路一段369號。
2013年8月，前董事長王必成個人擁有，位於臺北市信義區基隆路一段的聯合報系第四大樓，以買賣方式轉給聯杉實業。
2013年12月，台中市北區健行路321號聯合報系台中大樓傳轉售，目前台中辦事處位於北區進化北路238號15樓。
2014年7月，臺北市信義區忠孝東路四段的聯合報系原第一、二大樓拆除新建30層住辦大樓（聯合報辦公大樓），原第三大樓拆除新建24層集合住宅。

#### 事件

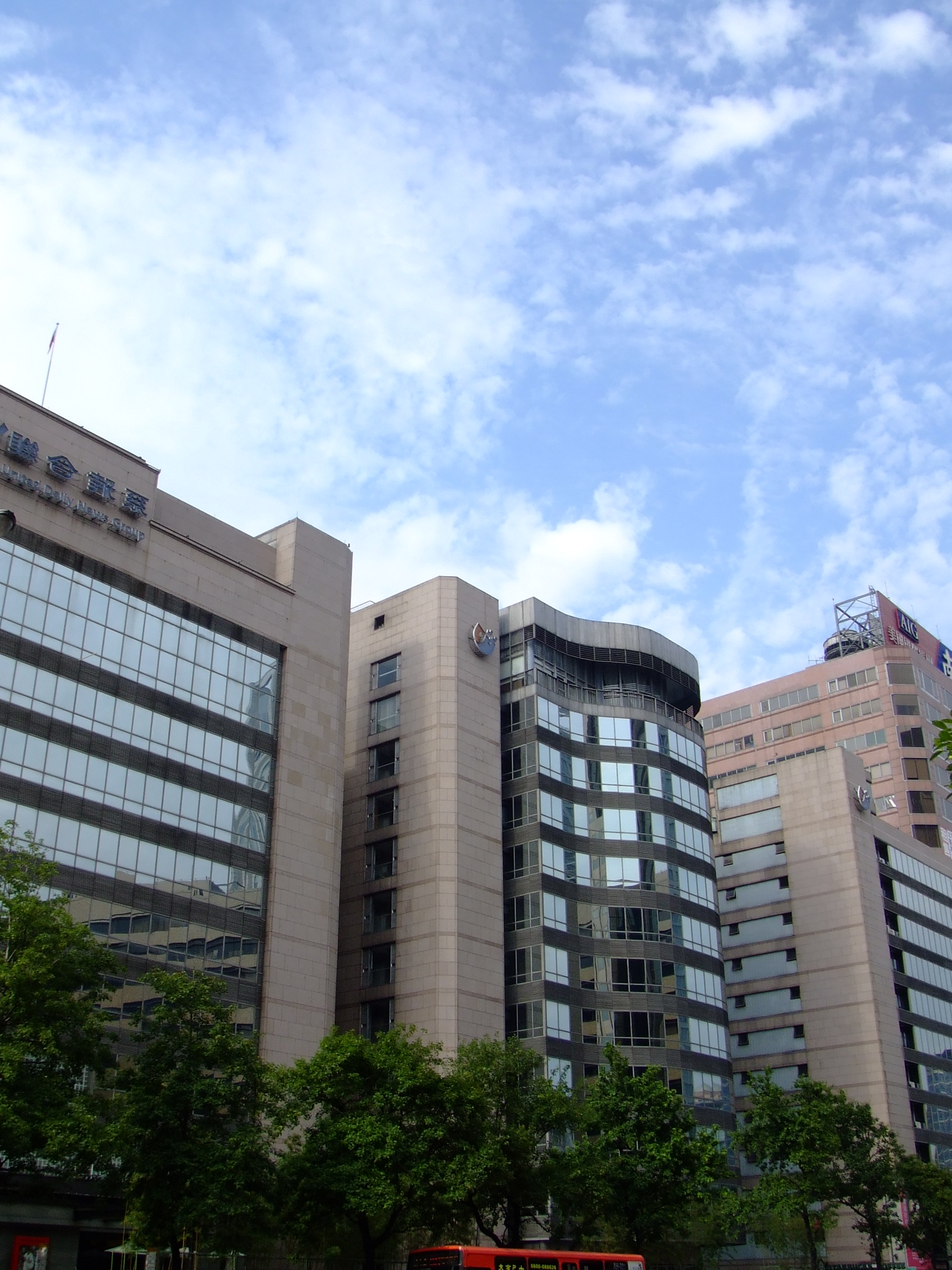
臺北市信義區忠孝東路四段曾經存在的聯合報系第一、二、三大樓，2014年時均已拆除。
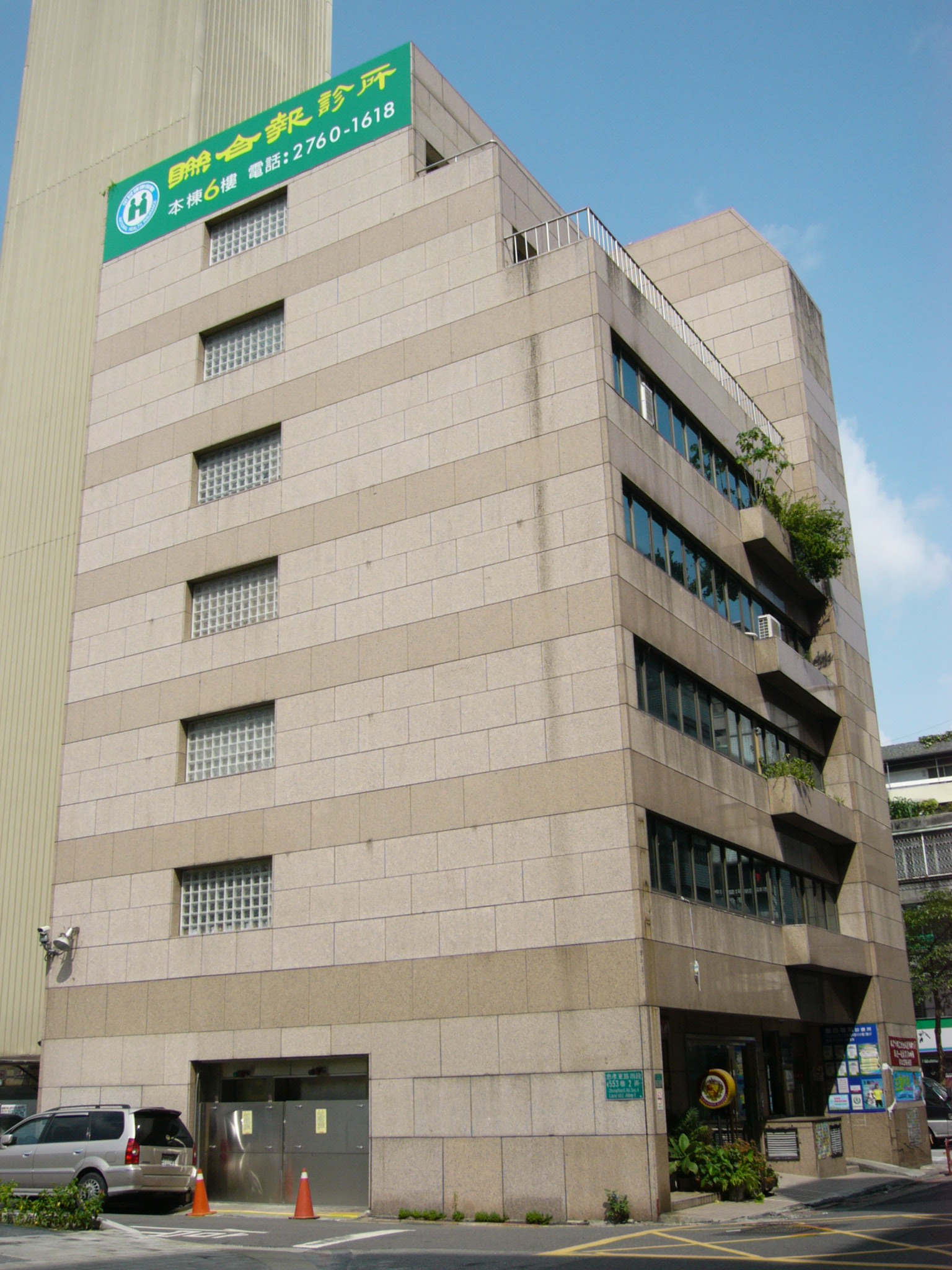
臺北市信義區忠孝東路四段559巷的聯合報系第五大樓6樓為聯合報診所
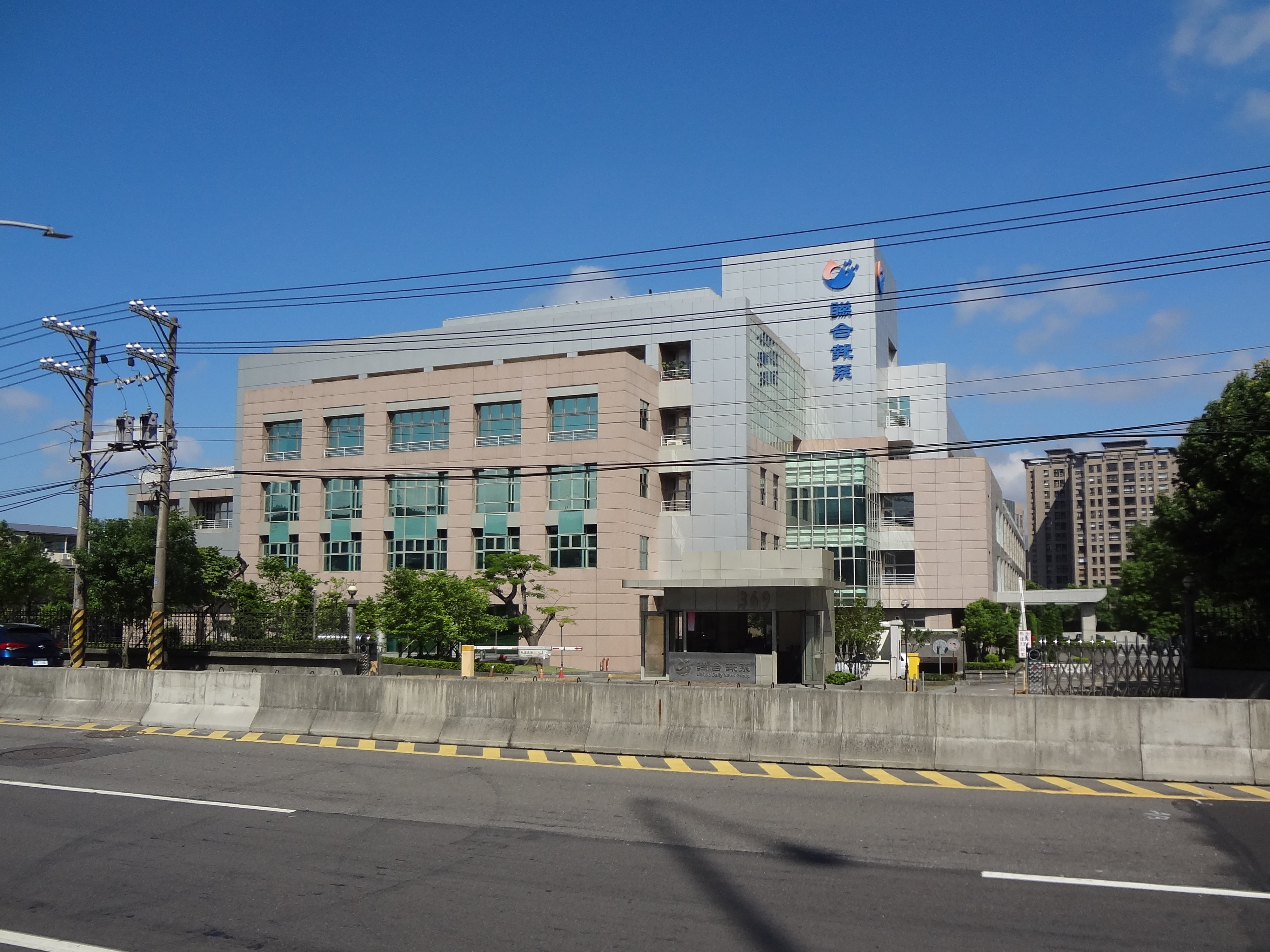
2009年12月11日，聯合報總部搬遷至新北市汐止區大同路一段369號

### 房地產
- 新竹南園

新竹南園位於台灣新竹縣新埔鎮，是一座融合江南庭園與閩式建築特色的獨特園林建築，占地達27多公頃且三面環山，1985年落成。原先是聯合報系創辦人王惕吾的故居，而「南園」這個名稱也是取自王惕吾的父親王芾南先生之名。
王愓吾於1985年委請台灣建築大師漢寶德設計建造南園，整體建築設計融合了江南園林、傳統中國建築、以及閩南建築特色，為華人世界中規模最大的山中園林。
王惕吾引退後，王氏家族成員曾經在此居住十多個年頭，後來改為聯合報系員工的休假中心及招待貴賓使用的招待所，曾經接待過柴契爾夫人及戈巴契夫等國際知名人士。經過二十多年以後才正式對外開放，在2008年由The One團隊接手經營後，更名為「The One 南園人文休閒客棧」。南園今日已然成為提供旅客遊園、宿旅的新竹知名觀光景點之一。
2015年時，日本知名建築師隈研吾以弱建築風格於「南園」打造地景建築「風檐」，該建築物為木結構。
- 聯合報系診所
- 香港聯合報大廈（售予香港興業）
- 紐約法拉盛喜來登酒店

## 事件
1983年4月26日，聯合報系總社及國民黨黨報《中央日報》的總部遭到台獨人士放置炸彈炸毀，造成數人受傷。史稱兩報爆炸案。
2015年3月13日，聯合報系第五大樓外牆一片重達80公斤的花崗岩石板突然掉落，當場砸死一人。